# ハンガリー王冠領

ハンガリーの聖イシュトヴァーンの王冠諸邦
A Magyar Szent Korona Országai (ハンガリー語)
Zemlje krune svetog Stjepana (スロベニア語)
Земље круне Светог Стефана (セルビア語)
Krajiny Svätoštefanskej koruny (スロバキア語)
Țările Coroanei Sfântului Ștefan (ルーマニア語)

国の標語: Regnum Mariae Patrona Hungariae（ラテン語）
マリアの王国、ハンガリーの保護者国歌: Himnusz（ハンガリー語）
賛称

ハンガリー王国とクロアチア＝スラヴォニア王国の領土（緑色の部分）

聖イシュトヴァーンの王冠諸邦の国章。中央にはハンガリーの国章が位置し、外側には（時計回りに）クロアチア、トランシルヴァニア、フィウメ、ボスニア・ヘルツェゴビナ、スラヴォニア・ダルマチアの国章が配置されている。

ハンガリー王冠領（ハンガリーおうかんりょう）、正式にはハンガリーの聖イシュトヴァーンの王冠諸邦（ハンガリーのせいイシュトヴァーンのおうかんしょほう、ドイツ語: Die Länder der Heiligen Ungarischen Stephanskrone、ハンガリー語: Szent István Koronájának Országai/A Magyar Szent Korona Országai、スロベニア語: Zemlje krune Svetog Stjepana、スロバキア語: Krajiny Svätoštefanskej koruny）は、ハンガリー王国とその従属邦の集合体を指す国制概念である。1867年にオーストリア＝ハンガリー（二重帝国）の二重国家体制が成立して以降、非公式には帝国のハンガリー側半分（ungarische Reichshälfte）と呼ばれた。また主にオーストリアの官公庁では、「ライタ川の向こう側の地域（外ライタ）」を意味するトランスライタニエン（Transleithanien）という通称で呼ばれた。これは、二重帝国のハンガリー王冠領に含まれない地域を指してツィスライタニエン（内ライタ、「ライタ川のこちら側の地域」）と呼んでいた慣習と対応している。
ハプスブルク帝国の南部と東部を構成しており、ブダペストを首都としていた。ハンガリー王冠領の領域には現在のハンガリー、スロバキア、カルパトウクライナ、バナト、ヴォイヴォディナ（現セルビア領）、ブルゲンラント（現オーストリア領）、トランシルヴァニア（現ルーマニア北西部）、現在のポーランド領のごく一部、そして現在のクロアチアの大部分をなす中央クロアチア、スラヴォニアおよびフィウメ（現在のリエカ）が属していた。大まかに言って、ハンガリー王冠領の大部分はハプスブルク家領のうち、1806年まで神聖ローマ帝国に属していた領域外の地域に当たっている。

## 概要
聖イシュトヴァーンの王冠とはブダペストに保管されていた、ハンガリー王権の象徴となる宝冠のことを指す。この宝冠の起源はカトリック教会の聖人に列せられたハンガリーの初代国王イシュトヴァーン1世に遡る。この宝冠は現在でもハンガリー国家の象徴とされている。
ハンガリー大平原の領域は西暦900年頃にマジャール人によって征服された。マジャール人の大首長アールパードはアールパード朝を開いた。アールパードの子孫イシュトヴァーン1世はハンガリー王国を建国し、王国にキリスト教を受容した。ハンガリーでは13世紀後半に、大多数の貴族が参加する議会制度が成立し、議会は国王を選ぶ権利を有した。南隣のクロアチア＝スラヴォニア王国の連邦議会も同様の権利を有し、その権利はハンガリー議会の選択に影響されない、独立したものだった。
1102年、ハンガリーとクロアチアは人的同君連合を結んだ。両国は13世紀中葉のモンゴル人の襲来を始め、アンジュー家およびヤギェウォ家の下でのポーランドとの同君連合、ルクセンブルク家による支配、ヤギェウォ家の下でのボヘミアとの同君連合、オスマン帝国による侵略を共に経験した。1526年のモハーチの戦いでラヨシュ2世が戦死すると、ハプスブルク家のフェルディナントがハンガリー王として戴冠したが、ハンガリー貴族の大部分は同国人のサポヤイ・ヤーノシュを国王に選んだ。以後の150年にわたる内戦において、ハンガリー王冠諸邦はハプスブルク家の神聖ローマ皇帝が支配する王領ハンガリー（西部）、オスマン帝国が直接統治を行うトルコ人占領地域（中央部・南部）、オスマン帝国の属領の地位に置かれたトランシルヴァニア公国（東部）の3地域に分断された。
大トルコ戦争の最中の1687年、ポジョニで開かれた王領ハンガリーの議会はハプスブルク家の意向を受けて、聖イシュトヴァーンの王冠諸邦の王位継承を世襲制に移行させると宣言した。ハプスブルク家はその見返りとして、ハンガリー貴族たちに相当な政治的譲歩を行った。議会を定期的に招集すること、ハンガリーは一定の自治権を持つこと、ハンガリー貴族は納税義務を免除されることなどが、同時に定められたのである。この取り決めによってハンガリーはハプスブルク君主国内において特権的な地位に置かれることになり、その地位は1867年の国制変更に至るまで保持された。ラーコーツィ反乱を始めとする反ハプスブルク家を標榜したクルツの諸蜂起は、1711年までに壊滅した。その2年後の1713年に発せられた国事詔書 (1713年)により、ハプスブルク家のハンガリー王冠諸邦に対する世襲相続権が最終的に確定した。この時、ハプスブルク家の皇帝たちは正式な選挙を経て、聖イシュトヴァーンの王冠によるハンガリー王戴冠式を行う手続きを経て、正式に国王になることが定められている。
1739年のベオグラード条約によって大トルコ戦争が終結するまでに、歴史的なハンガリー王国のほぼ全域がハプスブルク家の勢力によって再征服された。その南端部には王国をトルコ人の侵略から恒常的に守護するために、新たに軍政国境地帯が設けられ、ウィーン政府の直接統治下に入った（軍政国境地帯は1881年になってようやく解体され、クロアチア＝スラヴォニア王国の一部となった）。1745年にはダルマチア、クロアチア、スラヴォニアの三王国（歴史的なクロアチアの諸地域のうち、オスマン帝国の占領から脱した地域）がハンガリー王冠領に復帰した。しかし1777年にはハンガリー王冠領から、イリュリアが（独立王国の体裁を採って）切り離された。
1772年から1795年にかけてのポーランド分割の結果、ガリツィアがハプスブルク家領の北東端を構成するようになるが、ハンガリー王冠領の一部には編入されなかった。1774年にオスマン帝国から割譲されたブコビナもハンガリー王冠領には加わらなかった。マリア・テレジア皇后の時代から1804年のオーストリア帝国建国の布告、ナポレオン戦争の時代に至るまでに、ハンガリー王冠領はより大きな統一単位であるオーストリア帝冠領の一部に埋没し、単一の領邦集合体としての存在感をほとんど失っていた。ただし18世紀中葉から19世紀初頭にあたるこの時期、ウィーンの皇帝政府とハンガリー貴族との関係は、大体において穏やかな関係を維持していた。1815年には、ダルマチアがハンガリー王冠領から切り離された。1818年には、イリュリア王国が解体されてクロアチア＝スラヴォニア王国の一部となり、ハンガリー王冠領に復帰した。1849年には、セルビア・ヴォイヴォディナがハンガリーから分離して領邦として成立した。しかし1860年には、ハンガリー王国とクロアチア＝スラヴォニア王国の間で分割されている。
1848年革命では、相当数のハンガリー貴族層がハプスブルク帝国の支配体制からハンガリーを脱却させようと動いたため、ハプスブルク側はロシアの助けを借りてこれを鎮圧した。しかしその後もハンガリー人は受動的な抵抗運動を続けた。1866年、オーストリアが普墺戦争でプロイセンとイタリアに決定的な敗北を喫し、オーストリア皇帝の権威と権力が弱まったことが誰の目にも明らかになった時、ハンガリー人は権勢の回復に向けて再び動き出した。そして翌1867年のアウスグライヒにより、重要かつ全般的な政治的譲歩を勝ち取った。単一国家オーストリア帝国は、二重君主国家オーストリア＝ハンガリー帝国に生まれ変わった。1867年から1918年にかけてのハンガリー王冠領は、二重帝国内部において完全な独立国家の地位を保持した。
1867年以降、人々は2つに分割された帝国の双方の部分を、帝国の～側半分（Reichshälfte）という形で呼ぶことにした（オーストリア側半分、ハンガリー側半分というようにである）。ただしハンガリー人の間では、「帝国」という概念と結びつくそのような呼び方は忌避されていた。主にオーストリア側の官公庁では、二重帝国の双方をライタ川の「こちら側（内側）」と「向こう側（外側）」の地域という概念で捉え、ラテン語風にツィスライタニエンおよびトランスライタニエンと呼ぶことにした。二重帝国が1878年に占領し、1908年に併合したボスニア・ヘルツェゴビナは、双方の領域のどちらにも属さず、双方の共同管理区域とされた。1867年にハンガリー王国がトランシルヴァニアを併合（すでに1848年革命中に併合を宣言していた）した結果、ハンガリー王冠領を構成するのはハンガリー王国、クロアチア＝スラヴォニア王国および自由都市フィウメの3部分だけになった。
1918年10月28日にプラハでチェコスロバキア共和国の建国が宣言された際、同政府はスロバキア人の居住する「上部ハンガリー」を同共和国の版図に組み込むことを要求していた。1918年10月29日、今度はクロアチア議会がハンガリーとの連合関係を解消し、新国家スロベニア人・クロアチア人・セルビア人国（同年中にユーゴスラビア王国に合流）の独立を宣言した。続いてトランシルヴァニアもルーマニアに併合された。10月31日、オーストリアとハンガリーを結び付けていた最後の国家的紐帯が失われ、同時にオーストリア＝ハンガリーも消滅した。

## 地図
|  |  |

## 王冠領の構成諸邦
| 位置 | 領邦                                         | 首都                         | 民族                                                                                 | 宗教                                             | 付記 | 紋章 |
| ---- | -------------------------------------------- | ---------------------------- | ------------------------------------------------------------------------------------ | ------------------------------------------------ | --- | ---- |
|      | ハンガリー王国                               | ポジョニ ブダ（1784年以降）  | マジャール人、スロバキア人、セルビア人、ドイツ人、ルテニア人、ルーマニア人           | ローマ・カトリック、カルヴァン派                 | 1526年から1541年まで、フェルディナント1世とサポヤイ・ヤーノシュの間で王位が争われた。1541年から1699年まで、領土の大半がオスマン帝国に占領されていた。 |      |
|      | スラヴォニア王国                             | オシエク                     | クロアチア人、セルビア人                                                             | ローマ・カトリック, 正教                         | 1526年から1699年まで、領土のほとんどがオスマン帝国に占領されていた。1868年、クロアチアと正式に合邦してクロアチア＝スラヴォニア王国を形成した。 |      |
|      | クロアチア王国                               | アグラム                     | クロアチア人、セルビア人                                                             | ローマ・カトリック、正教                         | ハンガリー王国との間で、1097年から1918年までほぼずっと同君連合を、1867年から1918年まで国家連合を結んでいた。1868年にスラヴォニア王国と正式に合邦した。 |      |
|      | クロアチア＝スラヴォニア王国                 | アグラム                     | クロアチア人、セルビア人                                                             | ローマ・カトリック、正教                         | 1849年にクロアチアとスラヴォニアの合邦により成立。 |      |
|      | フィウメとその属領 （リエカ）                | フィウメ                     | イタリア人、クロアチア人、マジャール人                                               |                                                  | 1465年にハプスブルク家が購入、1526年にハンガリー王国領となる。その後、長いあいだグラーツ市によって管理された。1779年に分離体地区に設定された。1809年から1815年までフランス帝国属領イタリアの領土に組み込まれた。1815年にオーストリア帝国領に復帰し、1867年よりハンガリー王冠領に属する自由都市となる。その後、県（Komitat）に昇格した。 |      |
|      | トランシルヴァニア公国                       | コロジュヴァール, ナジセベン | ルーマニア人、セーケイ人（マジャール系）、トランシルヴァニア・ザクセン人（ドイツ系） | 正教、ルター派、カルヴァン派、ローマ・カトリック | 1687年にハプスブルク勢力に征服されたが、1711年まで独立の公国としての存続を許されていた。1765年に大公国に昇格した。1867年にハンガリー王国領に併合された。 |      |
|      | バナト                                       | テメシュヴァール             | ルーマニア人、マジャール人、ドイツ人、セルビア人                                     | ローマ・カトリック、正教                         | 1526年から1718年までオスマン帝国の支配を受けていた。1718年にハプスブルク帝国領の一部となり、1779年にハンガリー王国に編入された。 |      |
|      | セルビア・ヴォイヴォディナ＝タミシュ・バナト | テメシュヴァール             | セルビア人、ルーマニア人、ドイツ人、マジャール人                                     | 正教                                             | ヴォイヴォディナとバナトは、1849年にハンガリーと軍政国境地帯のセルビア人居住地域から分離され、オーストリア帝冠領の一部をなす邦を形成した。1860年にハンガリーとクロアチア＝スラヴォニア王国の間で分割された。 |      |